# Europese kampioenschappen boksen vrouwen 2019
De Europese kampioenschappen boksen 2019 waren de twaalfde editie van de Europese kampioenschappen boksen voor vrouwen en vonden plaats van 24 tot en met 31 augustus 2019 in het Pabellón Amaya Valdemoro van Alcobendas, Spanje. Er werd door 136 boksers uit 31 landen gestreden in tien gewichtscategorieën.

## Medailles
| Gewichtsklasse                 | Goud                  | Zilver              | Brons                                   |
| ------------------------------ | --------------------- | ------------------- | --------------------------------------- |
| Lichtvlieggewicht (45 – 48 kg) | Yulia Chumgalakova    | Demie-Jade Resztan  | Roberta Bonatti Hanna Okhota            |
| Vlieggewicht (– 51 kg)         | Buse Naz Çakıroğlu    | Elena Savelyeva     | Tetyana Kob Wassila Lkhadiri            |
| Bantamgewicht (– 54 kg)        | Lăcrămioara Perijoc   | Karina Tazabekova   | Caroline Cruveillier Yuliya Apanasovich |
| Vedergewicht (– 57 kg)         | Irma Testa            | Karriss Artingstall | Sandra Kruk Stanimira Petrova           |
| Lichtgewicht (– 60 kg)         | Mira Potkonen         | Maïva Hamadouche    | Amy Broadhurst Sema Çalışkan            |
| Halfweltergewicht (– 64 kg)    | Francesca Amato       | Aneta Rygielska     | Ornella Kheteeva Mariia Bova            |
| Weltergewicht (– 69 kg)        | Darima Sandakova      | Angela Carini       | Busenaz Sürmeneli Rosie Eccles          |
| Middengewicht (– 75 kg)        | Aoife O'Rourke        | Elżbieta Wójcik     | Anastasiia Shamonova Love Holgersson    |
| Halfzwaargewicht (– 81 kg)     | Elif Güneri           | Viktoria Kebikava   | Anastasiia Chernokolenko Anna Ivanova   |
| Zwaargewicht (+ 81 kg)         | Zenfira Magomedalieva | Tetiana Shevchenko  | Flavia Severin Vendula Kučerová         |

## Medaillespiegel
| Plaats | Land        | Goud | Zilver | Brons | Totaal |
| 1      | Rusland     | 3    | 2      | 3     | 8      |
| 2      | Italië      | 2    | 1      | 2     | 5      |
| 3      | Turkije     | 2    | 0      | 2     | 4      |
| 4      | Ierland     | 1    | 0      | 1     | 2      |
| 5      | Finland     | 1    | 0      | 0     | 1      |
| 5      | Roemenië    | 1    | 0      | 0     | 1      |
| 7      | Polen       | 0    | 2      | 1     | 3      |
| 8      | Engeland    | 0    | 2      | 0     | 2      |
| 9      | Oekraïne    | 0    | 1      | 4     | 5      |
| 10     | Frankrijk   | 0    | 1      | 2     | 4      |
| 11     | Wit-Rusland | 0    | 1      | 1     | 2      |
| 12     | Bulgarije   | 0    | 0      | 1     | 1      |
| 12     | Wales       | 0    | 0      | 1     | 1      |
| 12     | Tsjechië    | 0    | 0      | 1     | 1      |
| 12     | Zweden      | 0    | 0      | 1     | 1      |
| Totaal | Totaal      | 10   | 10     | 20    | 40     |

## Deelnemende landen
Er deden 136 boksers uit 31 landen mee aan het toernooi.
- Armenië (3)
- Wit-Rusland (9)
- Bulgarije (6)
- Kroatië (3)
- Tsjechië (4)
- Denemarken (2)
- Engeland (6)
- Finland (1)
- Frankrijk (8)
- Georgië (1)
- Hongarije (9)
- Ierland (4)
- Italië (8)
- Letland (1)
- Litouwen (2)
- Malta (1)
- Moldavië (1)
- Nederland (2)
- Noorwegen (2)
- Polen (8)
- Roemenië (7)
- Rusland (10)
- Schotland (1)
- Servië (5)
- Slovenië (2)
- Spanje (6)
- Zweden (2)
- Zwitserland (3)
- Turkije (8)
- Oekraïne (10)
- Wales (1)